# لطفی زاده
لطفی علی‌عسکرزاده اردبیلی (به انگلیسی: Lotfi Aliasker Zadeh) (۴ فوریهٔ ۱۹۲۱ – ۶ سپتامبر ۲۰۱۷) مشهور به لطفی زاده یا لطفی ع. زاده، ریاضی‌دان، دانشمند رایانه، مهندس برق و استاد علوم رایانه در دانشگاه کالیفرنیا، برکلی و مبدع نظریه منطق فازی و شاخه‌های متنوع آن بود.
لطفی ع. زاده از پدری ایرانی (اردبیلی) و مادری یهودیِ اوکراینی در باکو زاده شد و تحصیلات اولیه خود را در باکو و تهران انجام داد. او بیش از همه به خاطر طرح کردن ریاضیات فازی مشتمل بر مفاهیم مرتبط فازی همچون مجموعه‌های فازی، منطق فازی، الگوریتم‌های فازی، کنترل فازی و احتمالات فازی شناخته شده‌است. گفته می‌شود نوآوری‌های او، امکان‌پذیری یک پارادایم تازه در هوش مصنوعی را تبیین، و رئوس کلی آن را ترسیم کرده‌است.

## زندگی و تحصیل
وی در ۱۵ بهمن ۱۲۹۹ خورشیدی (۴ فوریه ۱۹۲۱ میلادی) در باکو در آذربایجان شوروی زاده شد. پدرش «رحیم‌علی عسکرزاده» روزنامه‌نگار و بازرگان، از اهالی اردبیل و خبرنگار روزنامه «ایران» و مادرش «فانیا کوریمان» پزشک کودکان از یهودیان روس و شهروند ایران بود. لطفی تحصیلات دبستان خود را در همین شهر و به زبان روسی آغاز کرد. در زمانی که ده ساله بود، پدر و مادر لطفی، درپی قحطی و نایابی ناشی از سیاست‌های تعاونی‌سازی دوران ژوزف استالین، باکو را ترک و به ایران و شهر تهران مهاجرت کردند.
وی در تهران در مدرسه مبلغان آمریکایی شروع به تحصیل کرد و زبان انگلیسی و زبان فارسی آموخت و سپس در دبیرستان البرز (به نام پیشین: مدرسه مسیونری پرسبیتری) و در دانشکده فنی دانشگاه تهران ادامه تحصیل داد و در طول جنگ جهانی دوم در تهران با ارتش آمریکا همکاری داشت.
لطفی‌زاده در امتحانات ورودی دانشگاه تهران مقام دوم را کسب کرد. در سال ۱۹۴۲ رشته مهندسی برق را در این دانشگاه با موفقیت به پایان رساند و در دوران جنگ جهانی دوم و اشغال ایران توسط متفقین به ایالات متحده مهاجرت کرد. در مؤسسه فناوری ماساچوست (ام‌آی‌تی) ادامه تحصیل داد و در سال ۱۹۴۶ درجه کارشناسی ارشد خود در مهندسی برق را دریافت نمود. به‌دلیل زندگی والدینش در نیویورک، از دانشگاه کلمبیا تقاضای پذیرش کرد و در مقطع دکترا با یک منصب تدریس پذیرفته شد. در سال ۱۹۴۹ فارغ‌التحصیل و سال بعد استادیار همان دانشگاه شد.
لطفی زاده روز ۲۰ مارس ۱۹۴۶ و در ایام نوروز با «فی سند»، دختر یک خانواده لتونیایی ازدواج کرد. خانواده «فی» سال‌ها قبل به تهران مهاجرت کرده و او در آنجا با لطفی‌زاده آشنا شده بود. او و لطفی‌زاده یک دختر به نام استلا و یک پسر به نام نورم زاده (Norm Zada) داشتند. پس از ده سال تدریس در دانشگاه کلمبیا، در سال ۱۹۵۷ به درجه استاد تمامی ارتقا یافت. او از سال ۱۹۵۹ تا پایان عمر در دانشگاه کالیفرنیا، برکلی تدریس می‌کرد. از سال ۱۹۶۳، ابتدا در رشته الکتروتکنیک و پس از آن در رشته علوم رایانه درجه استادی گرفت. لطفی‌زاده پس از بازنشستگی در سال ۱۹۹۱ مقیم سان فرانسیسکو شد.

## مشارکت‌ها

### منطق فازی
لطفی‌زاده با خلاقیت ذهنی خود نظریه‌های متعددی را در زمینه تخصصی خود ارائه کرد. در اوایل دهه ۱۹۶۰ متوجه شد که نقش انسان و مغز آن در دانش مهندسی سامانه‌ها لحاظ نشده‌است. در سال ۱۹۶۵ اثر پیشگامانه خود در زمینه مجموعه‌های فازی را در مقاله‌ای با عنوان «مجموعه‌های فازی» منتشر کرد که در آن با وارد کردن ارزش‌هایی مثل کوتاه و بلند در ریاضیات، متغیرهای فازی را معرفی کرد. او روش تازه‌ای برای بررسی عدم قطعیت ارائه کرد که شبیه تئوری احتمالات بود، اما عین آن نبود. در ۱۹۷۳ نظریه منطق فازی خود را طرح کرد.

### تبدیل زد
لطفی‌زاده در کنار جان ر. راگاتسینی به خاطر پیش‌گامی در توسعه تبدیل زد (مورد استفاده در پردازش سیگنال‌های گسسته) در ۱۹۵۲ شناخته می‌شود. این روش‌ها هم‌اکنون در پردازش سیگنال‌های گسسته، کنترل دیجیتال و دیگر سیستم‌های گسسته در صنعت و پژوهش مورد استفاده هستند. راگاتسینی و زاده، حرف زد را برای تبدیل زد به کار برده و رایج کردند.
در سال ۲۰۱۱ و در ۹۰ سالگی مفهوم «اعداد زد» را مطرح کرد تا عدم قطعیت را به ارزش‌های رقمی اعداد فازی بیفزاید. این مفهوم در سال ۲۰۱۳ به نام او ثبت شد. ثبت این مفهوم انگیزه‌ای برای تأسیس یک شرکت شرکت نوپا در مریلند آمریکا شد. فقط در آمریکا شاید بیش از ۳۰ هزار ابداع و اختراع بر اساس تئوری سیستم‌های فازی، محاسبه با واژگان و اعداد زد ثبت شده‌است. آثار، افکار و ابداعات لطفی‌زاده تقریباً به همه جنبه‌های زندگی انسان از دوربین‌های هوشمند گرفته، تا خودروها، آسانسورها و حتی ماشین جستجوی گوگل نفوذ کرده‌است.

## جوایز و افتخارات
لطفی‌زاده بیش از ۳۵ دکترای افتخاری از دانشگاه‌های معتبر جهان و جوایز بسیار از ژاپن، آمریکا، اتحاد جماهیر سوسیالیستی شوروی، روسیه، آذربایجان و ایران دریافت کرد و عضو آکادمی‌های علمی بی‌شمار بود. او در سال ۱۹۷۳ به عضویت در آکادمی ملی مهندسی برگزیده شد.
وی یکی از پژوهشگرانی است که دارای بیشترین ارجاع (highly-cited) در مقالات علمی دنیاست. بیش از ۲۰۰ مقاله علمی را به‌تنهایی در کارنامه علمی خود دارد و در هیئت تحریریه ۵۰ مجله علمی جهان مقام «مشاور» را داراست. زاده تا اکتبر ۲۰۱۴، ۱۴۰٬۰۰۰ یادکرد در گوگل اسکالر داشته و نیز ۳۵۰٬۰۰۰ مقاله دارای کلمه «فازی» در عنوان خود بوده‌اند.
در اسفندماه ۱۳۹۴ دانشگاه تهران به عنوان اولین دانشگاه محل تحصیل او ضمن برگزاری بزرگداشتی نشان دکترای افتخاری خود را بدون حضور او به او اهدا کرد.
لطفی‌زاده در سال ۲۰۰۹ موفق به اخذ نشان بنجامین فرانکلین شد.

## زندگی شخصی
لطفی‌زاده یک عکاس آماتور موفق بود و مشخصاً در زمینه تک‌چهره پیشرفت کرده بود. الکساندر فیودورویچ کرنسکی بدون اطلاع یا اجازه لطفی‌زاده از یکی از تک‌چهره‌های او بر روی جلد اتوبیوگرافی خود استفاده کرد. او تاکنون از شخصیت‌های معروفی همچون رئیس‌جمهورهای آمریکا، هری ترومن و ریچارد نیکسون، کلود شانون، ادگار وارز و مستیسلاف روستروپوویچ عکس گرفته‌است.
سرگرمی دیگر لطفی‌زاده های-فای بود. او در اتاق نشیمن خود ۲۸ بلندگوی حساس تعبیه کرد تا به موسیقی کلاسیک با کیفیت بالا گوش کند.

## اعتقادات
گفته می‌شود که لطفی‌زاده ناسیونالیسم را رد می‌کرده و اصرار داشته که مسائل خیلی عمیق‌تری در زندگی وجود دارند. از او نقل شده که: «مسئله این نیست که من آمریکایی، روس، ایرانی، آذربایجانی یا هر چیز دیگری هستم. همه این مردم و فرهنگ‌ها به من شکل داده‌اند و من با همه آنها کاملاً راحتم.» او در همان مصاحبه ذکر می‌کند: «لجاجت و سرسختی؛ نترسیدن از درگیر مجادله شدن؛ این تا حد زیادی سنت ترکی است. این بخشی از شخصیت من هم هست. من می‌توانم خیلی سرسخت باشم. این احتمالاً برای توسعه منطق فازی مفید بوده‌است.» او خود را «از حیث جهت‌گیری ریاضیاتی، یک آمریکایی، یک مهندس برق ایرانی متولد روسیه» وصف می‌کند.

## مرگ

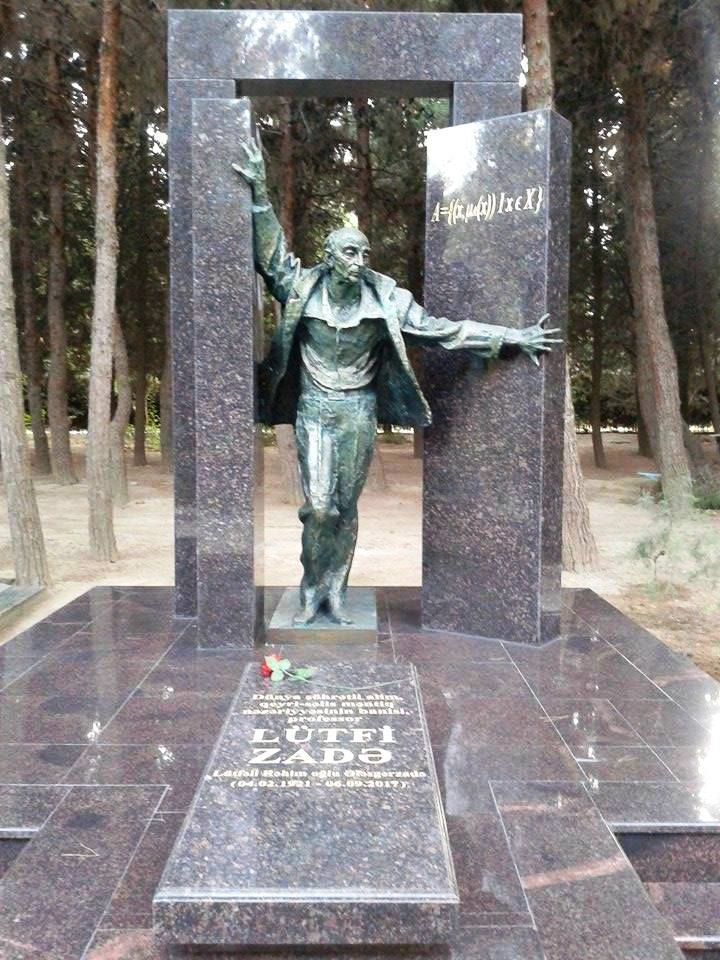
سنگ قبر لطفی‌زاده در باکو

لطفی‌زاده در ۶ سپتامبر ۲۰۱۷ در برکلی، کالیفرنیا درگذشت. او در زادگاهش باکو، آذربایجان دفن شد. مراسمی برای وداع با او با حضور الهام علی‌اف رئیس‌جمهور آذربایجان برگزار شد.